# Philip S. Crooke

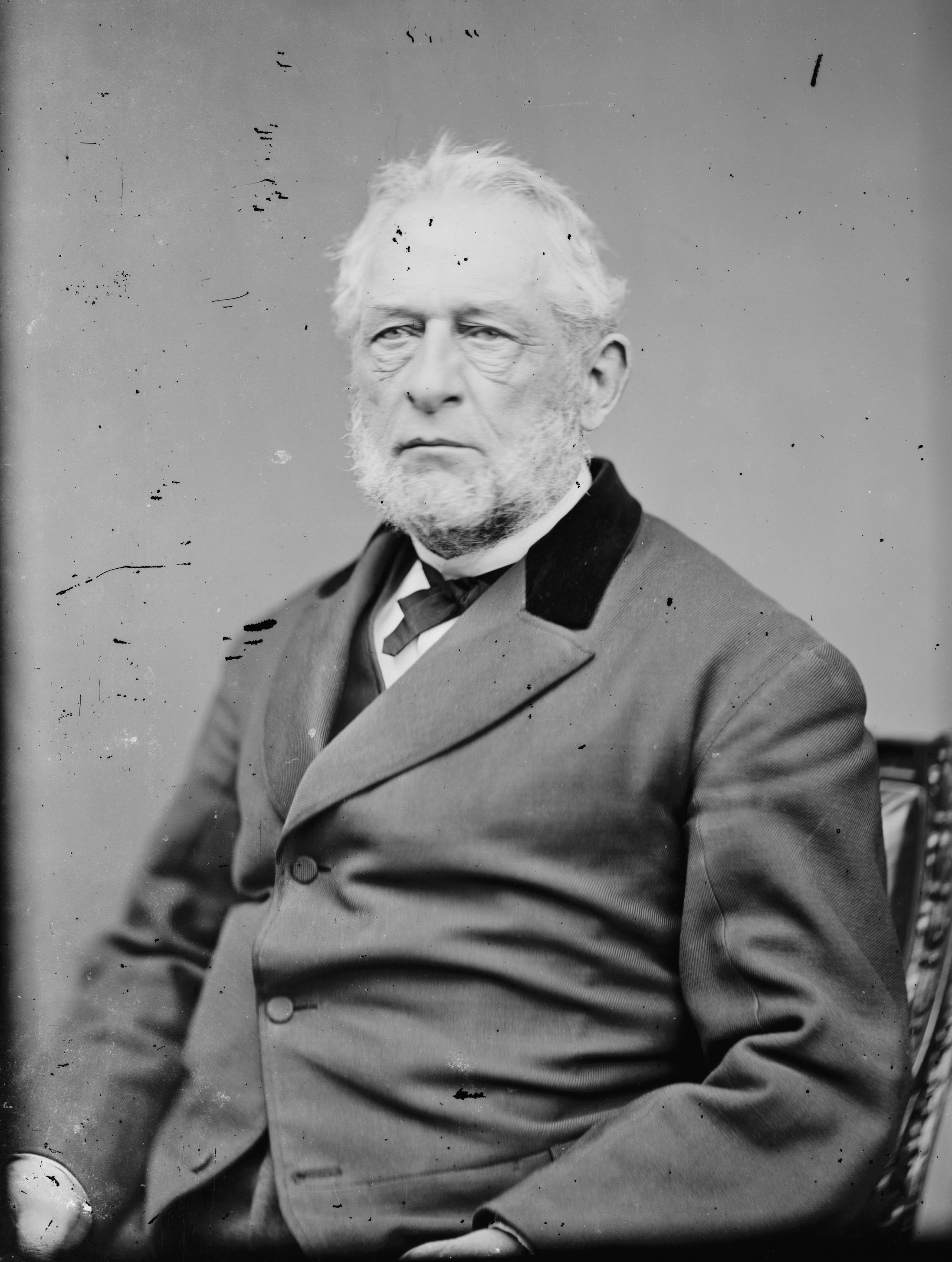
Philip S. Crooke

Philip Schuyler Crooke (* 2. März 1810 in Poughkeepsie, New York; † 17. März 1881 in Flatbush, Brooklyn, New York) war ein US-amerikanischer Jurist und Politiker. Zwischen 1873 und 1875 vertrat er den Bundesstaat New York im US-Repräsentantenhaus.

## Werdegang
Philip Schuyler Crooke wurde ungefähr zwei Jahre vor dem Ausbruch des Britisch-Amerikanischen Krieges in Poughkeepsie geboren. Er graduierte dort an der Dutchess Academy. Danach studierte er Jura. Nach dem Erhalt seiner Zulassung als Anwalt 1831 begann er in der damals noch eigenständigen Stadt Brooklyn zu praktizieren. 1838 zog er nach Flatbush, einem Stadtteil (Borough) von Brooklyn.
Zwischen 1844 und 1852 sowie 1858 und 1870 war er Mitglied im Bezirksrat von Kings County. Während dieser Zeit war er in den Jahren 1861, 1862, 1864 und 1865 dessen Vorsitzender. Bei der Präsidentschaftswahl des Jahres 1852 trat er als Wahlmann (presidential elector) für die Demokratische Partei auf. Franklin Pierce ging damals als Sieger aus dem Rennen. Während des Bürgerkrieges wurde er 1863 als Republikaner in die New York State Assembly gewählt.
Darüber hinaus diente er vier Jahre lang in der Nationalgarde von New York. In dieser Zeit stieg er von einem Private zum Brigadegeneral auf. Er hatte im Juni und Juli 1863 das Kommando über die fünfte Brigade der Nationalgarde von New York in Pennsylvania.
Bei den Kongresswahlen des Jahres 1872 wurde Crooke im vierten Wahlbezirk von New York in das US-Repräsentantenhaus in Washington, D.C. gewählt, wo er am 4. März 1873 die Nachfolge von Robert Roosevelt antrat. Da er auf eine erneute Kandidatur im Jahr 1874 verzichtete, schied er nach dem 3. März 1875 aus dem Kongress aus.
Danach war er wieder als Anwalt tätig. Er verstarb am 17. März 1881 in Flatbush und wurde dann auf dem Green-Wood Cemetery in Brooklyn beigesetzt.